# 羅福助
羅福助（1943年7月2日—，綽號「大貓」），臺灣政客、黑道人物及通緝犯。其生於臺灣臺中州北斗郡田尾庄（今彰化縣田尾鄉），以創辦臺灣三大黑幫之一的天道盟聞名，並於1987－2002年出任其首任盟主；亦曾任中華民國第三、四屆立法委員，任內涉及多起議會暴力與議會外犯罪案件。2012年3月被臺灣法院定罪判刑後被通緝，故化名「付祝」潛逃中國大陸。其於取得中華人民共和國護照後定居廣東深圳市並擔任大友鋼鐵公司董事至今。

## 早年
羅福助早年混跡文山幫遭到管訓，因本省籍角頭兄弟各自為政，並無全臺的結盟，獄中遭竹聯幫仗勢欺人，因而引起本省縱貫線老大看不慣，不謀而合，決定一起斥責竹聯幫眾，最後因理念相同而有了所謂的「縱貫線聯盟」之稱，後因「替天行道」之義，定名為天道盟。羅福助被基隆的吳桐潭、高雄的楊登魁等本省角頭老大推為領袖，成立天道盟。
兒子羅明旭和羅明才均從政，羅明旭曾擔任省議員、省諮議員。

## 從政
1996年的二月政改期間，民進黨反對羅福助參與政黨協商，在民進黨辦公大樓前遭到痛毆的邱義仁，就質疑暴力事件的源頭是因為民進黨質疑羅福助是「黑道」。接著，不喜歡被稱「大哥立委」的羅福助，因為張晉城、趙永清等人連續批判他是「黑道」、陸續發表「反黑宣言」，張晉城因而被羅福助拎起衣袖、慎重「警告」。
1996年8月，臺北縣立法委員廖學廣在汐止家中，被匪徒持槍挾持至林口山區，監禁於狗籠之內，綁匪離奇地「以禮相待」，在狗籠上蓋著紙以遮陽，外灑石灰粉以防毒蛇，點了蚊香，並買了報紙與礦泉水供廖學廣取用；囂張的是，綁匪還寫了一張海報，書「替天行道」四個大字，警告意味濃厚，是為「關狗籠事件」。國會議員遭綁，引發社會大眾震驚，被綁架的廖學廣一口咬定此事件為同選區立法委員羅福助指使天道盟份子所為，因為廖曾說過羅福助是「黑道立委」。雖然無法證明涉案人是羅福助，但被警方查獲的涉案人是天道盟成員。
其後，李文忠、簡錫堦、王幸男等都曾遭羅福助老拳相向，李文忠還因為住家遭噴漆而要求警方保護。立法院審查農漁會法及博奕條款等條文的時候，爆發前所未有的國會肢體衝突，包括余政道、賴清德等人的服務處都遭到砸毀。被打到躺在台大醫院病床上的余政道，則伺機提出告訴，才讓被控動手打人的羅福助、林明義、周五六被依傷害罪嫌提起公訴。
2001年3月，羅福助因為景文案槓上親民黨立委李慶安，當場在教育委員會出拳毆打李，而遭到最重停權6個月的處分，也因為弊案纏身，成為第一位被提報流氓的立委；事隔一年，李慶安撤銷告訴，羅福助登報道歉。
2001年5月政黨輪替後，民進黨秘書長吳乃仁表明「如果民進黨政權要靠羅福助維持，這種政權不要也罷」，決定在立法院不與有六票的無黨籍聯盟合作。

## 卸任
羅福助卸任後依然官司纏身，背負不少案件，名下的公司涉嫌炒股、買人頭、洗錢超貸所衍生的背信和詐欺罪等等，被檢方依11項罪名求刑30年。新店大香山山區10多公頃的濫墾案，檢察官就扮演登山客親自蒐證，還限制羅福助出境。
羅福助因涉證交法案件被起訴及限制出境，羅涉嫌在台北地院開庭時，以「你生的小孩沒屁眼」辱罵特偵組蒞庭檢察官陳錫柱，依妨害公務等罪嫌起訴。羅福助言論足以妨害檢察官依法執行職務，依妨害公務及侮辱公務員罪嫌，將羅起訴，並分別求處1年2個月及4個月有期徒刑。
2012年在淡出政壇已久後重出江湖，參與新北市第十二選舉區立委選舉，並以小豬撲滿做為競選主軸，挑戰該選區時任立委李慶華；雖然選前造勢動員能力十足，開票結果卻不如預期，以兩成的選票落敗，不過在藍綠夾殺之下仍可見其基層實力依然雄厚，甚至在雙溪等行政區取得最高票。選後不久隨即獲罪潛逃大陸。

### 獲罪潛逃
2012年3月29日，臺灣最高法院審結羅福助上訴，維持高院原判裁定其違反證交法、商業會計法、刑法等罪成，判刑4年及併科罰金600萬元定讞。羅於判決後即失蹤，4月24日沒有到台北地檢署報到服刑，檢察官立刻簽發拘票，指揮法務部調查局新北市調查處與新北市政府警察局新店分局抓人，但無所獲，研判已潛逃海外。其子羅明才表示不知父親所蹤。北檢於2012年4月25日14時，正式對羅福助發布通緝令，時效至2030年12月底。
2013年5月，民進黨立法院黨團總召柯建銘被台灣《壹週刊》報導曾赴澳門拜會羅福助，借此尋求天道盟協助拉人入黨；但遭到柯建銘否認。2013年5月22日，民進黨異常入黨調查小組召集人段宜康指控，黑道集體入黨事件與羅福助有關，「部分地方幹部與民進黨以外的組織力量來往密切，甚至成為羅福助的總幹事，這是明目張膽」；羅明才回應，他沒有與羅福助聯絡，也沒有聽聞此事，無法評論。
2018年1月，《鏡週刊》報導羅福助現在中國大陸深圳，與二房及其2個女兒同住，化名「付祝」任大友鋼鐵公司當董事，羅福助之子羅明旭擔任董事長，女兒羅紹綺為副董事長兼總經理。據2018年羅弟羅宗榮受訪表示，羅福助是持馬來西亞護照逃亡中國，在上海身分曝光，為躲避查緝，透過中國國安系統一位「鄭秘書」，改名「付祝」取得中國護照。期間為巴結鄭秘書，羅福助不時邀請對方到澳門賭場玩樂。

## 個人生活
父羅慶堂為知名蘭花商人，早年由彰化縣田尾鄉遷居臺北縣新店，於地方上頗有聲望，曾任臺北縣國蘭協會第一屆理事長及新店市老人會長。

## 軼事
- 羅福助是電影《黑金》中梁家輝飾演角色周朝先的原型之一。

## 參看
- 台灣黑金政治

## 外部連結
- 重要緊急查緝專案-羅福助-內政部警政署刑事警察局全球資訊網 （页面存档备份，存于）
- 羅福助 - 法務部調查局 （页面存档备份，存于）

| 前任： 創立 | 天道盟盟主 首任 1987年—2002年 | 繼任： 鄭仁治 |